# Eskilssjön, Blekinge
Eskilssjön är en sjö i Olofströms kommun i Blekinge och ingår i Skräbeåns huvudavrinningsområde. Sjön har en area på 0,0595 kvadratkilometer och ligger 116,1 meter över havet.

## Delavrinningsområde
Eskilssjön ingår i det delavrinningsområde (625058-142246) som SMHI kallar för Inloppet i Slagesnässjön. Medelhöjden är 140 meter över havet och ytan är 30,25 kvadratkilometer. Räknas de 6 avrinningsområdena uppströms in blir den ackumulerade arean 74,88 kvadratkilometer. Snövlebodaån som avvattnar avrinningsområdet har biflödesordning 2, vilket innebär att vattnet flödar genom totalt 2 vattendrag innan det når havet efter 43 kilometer. Avrinningsområdet består mestadels av skog (72 procent) och öppen mark (12 procent). Avrinningsområdet har 0,57 kvadratkilometer vattenytor vilket ger det en sjöprocent på 1,9 procent.